# Apristurus stenseni
Espèce
Statut de conservation UICN

 DD  : Données insuffisantes
Apristurus stenseni est une espèce de requins.